# Cris Carter
Cristopher D. Carter (25 de novembro de 1965, Troy, Ohio) é um jogador de futebol americano aposentado que atuava como wide receiver na National Football League. Ele atuou pelo Philadelphia Eagles (1987–89), pelo Minnesota Vikings (1990–2001) e pelo Miami Dolphins (2002).
Depois de jogar na Universidade do Estado de Ohio, Carter foi draftado pelos Eagles na quarta rodada do Draft de 1987. Em Philadelphia, o head coach Buddy Ryan ajudou o jornalista da ESPN Chris Berman a formular sua famosa frase sobre Carter: "Tudo que ele faz é fazer touchdowns." O jogador foi dispensado por Ryan em 1989, devido a problemas extra campo. Carter então foi para os Minnesota Vikings e deu a volta por cima em sua carreira, se tornando duas vezes First-team, uma vez Second-team All-Pro e também esteve em oito Pro Bowls consecutivos. Quando ele deixou os Vikings em 2001, ele detinha quase todos os recordes para um recebedor na franquia. Cris Carter ainda teve uma rápida passagem pelos Dolphins em 2002 antes de se aposentar oficialmente.
Desde sua aposentadoria na NFL, Carter se tornou analista do programa Inside the NFL da HBO, do Sunday NFL e do Monday Night Countdowns da ESPN, e também trabalhou como analista esportivo para o sitee Yahoo. Carter atualmente reside em Boca Raton, na Flórida.

## Marcas e recordes da carreira
- Um de três jogadores a ter mais de 120 recepções em duas temporadas, 1994 e 1995 - empatado com Wes Welker e Antonio Brown
- Maior número de touchdowns em jogos de quinta-feira à noite (Thursday Night Games) (9)
- Maior número de jogos com mais de 12 recepções em uma temporada (4) em 1995
- Um de três jogadores (Clarke Gaines e Jerry Rice) a fazer 12 recepções em dois jogos seguidos
- Maior número de jogos consecutivos com pelo menos 3 recepções (58)
- Maior número de touchdowns de recepção de 1 jarda na história da NFL (9)
- Maior número de touchdowns de recepção de 2 jarda ou menos na história da NFL (16) - empatado com Jerry Rice
- Maior número de touchdowns de recepção de 4 jarda ou menos na história da NFL (28)
- Maior número de touchdowns de recepção de 5 jarda ou menos na história da NFL (36) - empatado com Jerry Rice
- Maior número de touchdowns de recepção de 6 jarda ou menos na história da NFL (44)
- Maior número de touchdowns de recepção de 7 jarda ou menos na história da NFL (48)
- Maior número de jogos consecutivos com dois touchdown recebidos (4)
- Maior número de temporadas seguidas com 3 ou mais touchdowns (14) - empatado com Andre Reed e Terrell Owens
- Maior número de temporadas seguidas com 5 ou mais touchdowns - Jerry Rice, Marvin Harrison, Don Hutson, Cris Carter, Tim Brown e Frank Gore
- Primeiro jogador a ter um jogo de 150 jardas em três décadas diferentes (Jerry Rice é o outro WR a fazer isso)

## Estatísticas
| Temporada | Time     | Jogos | Recebendo a bola | Recebendo a bola | Recebendo a bola | Recebendo a bola | Recebendo a bola |
| Temporada | Time     | J     | Rec              | Jardas           | Média            | Lng              | TD               |
| --------- | -------- | ----- | ---------------- | ---------------- | ---------------- | ---------------- | ---------------- |
| 1987      | PHI      | 9     | 5                | 84               | 16,8             | 25               | 2                |
| 1988      | PHI      | 16    | 39               | 761              | 19,5             | 80E              | 6                |
| 1989      | PHI      | 16    | 45               | 605              | 13,4             | 42               | 11               |
| 1990      | MIN      | 16    | 27               | 413              | 15,3             | 78E              | 3                |
| 1991      | MIN      | 16    | 72               | 962              | 13,4             | 50               | 5                |
| 1992      | MIN      | 12    | 53               | 681              | 12,8             | 44               | 6                |
| 1993      | MIN      | 16    | 86               | 1 071            | 12,5             | 58               | 9                |
| 1994      | MIN      | 16    | 122              | 1 256            | 10,3             | 65E              | 7                |
| 1995      | MIN      | 16    | 122              | 1 371            | 11,2             | 60E              | 17               |
| 1996      | MIN      | 16    | 96               | 1 163            | 12,1             | 43E              | 10               |
| 1997      | MIN      | 16    | 89               | 1 069            | 12,0             | 43               | 13               |
| 1998      | MIN      | 16    | 78               | 1 011            | 13,0             | 54E              | 12               |
| 1999      | MIN      | 16    | 90               | 1 241            | 13,8             | 68               | 13               |
| 2000      | MIN      | 16    | 96               | 1 274            | 13,3             | 53               | 9                |
| 2001      | MIN      | 16    | 73               | 871              | 11,9             | 52               | 6                |
| 2002      | MIA      | 5     | 8                | 66               | 8,3              | 15               | 1                |
| Carreira  | Carreira | 234   | 1 101            | 13 899           | 12,6             | 80               | 130              |